# الكوثر (مجلة لبنانية)
مجلة الكوثر هي مجلة لبنانية شهرية، تصدر مع بداية كل شهر هجري. صدرت لأول مرة في رجب عام 1327هـ، الموافق لـ18 يوليو عام 1909م. شعارها «مجلة علمية فنية سياسية» لصاحبها ومحررها بشير رمضان. تصدر في بيروت، وتُطبَعُ في المطبعة الأدبية، عدد صفحاتها 32 صفحة زادت إلى 48 في العام الثاني للإصدار، قطعها 14×20 سم، وهي مجلة موجهة للأسرة في المقام الأول، ولا تحتوي على فهارس أو عناوين أو أبواب لكنها مقالات يكتبها صاحب المجلة، ذات طابع تربوي وأسري وديني.
ليس للمجلة ملاحق ولا توجد مساهمات من القراء، المجلة بالأبيض والأسود وغير مزودة برسوم أو توضيحات.